# Brontomerus
Brontomerus là một chi khủng long, được Taylor Wedel & Cifelli mô tả khoa học năm 2011.